# ديفيد فانينج (سياسي)
ديفيد فانينج هو سياسي أمريكي، ولد في أكتوبر 1755 في مقاطعة أميليا في الولايات المتحدة، وتوفي في 14 مارس 1825 في ديغبي، نوفا سكوتيا ‏ في كندا.